# Ismael Rossi
Héctor Ismael Garaguso Rossi (Dolores, provincia de Buenos Aires, 17 de diciembre de 1949 – Córdoba, 5 de junio de 2015), conocido también como Ismael Rossi, fue un locutor y docente argentino. Es reconocido como uno de los más grandes locutores de la Argentina. Fue uno de los presentadores del Festival de doma y folclore de Jesús María, considerado como unos de los más importantes del país. Además fue el primer locutor oficial de la Casa Rosada, durante el mandato del presidente Raúl Alfonsín.

## Historia
Ismael encontró en la locución la profesión que quería ejercer en su vida a la joven edad de 14 años cuando un amigo lo llevó a un programa de radio llamado "Proyección Folclórica". Sin embargo, posteriormente decidió estudiar abogacía.
En la década del 70 comenzó a trabajar en los tribunales de su ciudad, pero luego de 5 años decidió renunciar para poder emprender su viejo sueño, la locución.
Arribó a Buenos Aires por el concejo de su amigo Horacio Guarany, con quien llegó a dormir en su casa por los primeros 6 meses y lo guio en su nueva etapa.
Poco tiempo después tuvo la oportunidad de crear y conducir "Un canto a la vida" en Radio América, que es considerado uno de los programas radiales más emblemáticos del folcklore.
También se desempeñó como periodista en Radio Rivadavia, junto a José María Muñoz y Héctor Larrea.
Luego se trasladó a la ciudad de Córdoba, donde su carrera artística continuó creciendo. Fue convocado para conducir diferentes festivales en todo el país, además de representar a muchos artistas como Argentino Luna y Atahualpa Yupanqui, entre otros.
En los últimos 20 años de su vida dictó clases en el Colegio Universitario de Periodismo Obispo Trejo y Sanabria de la ciudad de Córdoba. Además condujo el programa de televisión "La casa del Trovador" en el Canal 12 de Córdoba.
Murió el 5 de junio de 2015, a causa de una insuficiencia cardíaca, en su casa. Su muerte causó mucho dolor entre sus colegas y seguidores, quienes se expresaron en las redes sociales hasta convertir el nombre "Ismael Rossi" en tendencia en Twitter Argentina.
Desde 2018 una calle en Dolores, su ciudad natal, lleva su nombre. En ella se realiza el Carnaval del Sol.